# WNT8B
WNT8B‏ (Wnt family member 8B) هوَ بروتين يُشَفر بواسطة جين WNT8B في الإنسان.